# Limenitis pseudaethalia
Limenitis pseudaethalia är en fjärilsart som beskrevs av Hall 1938. Limenitis pseudaethalia ingår i släktet Limenitis och familjen praktfjärilar. Inga underarter finns listade i Catalogue of Life.